# Heaven’z Movie
Heaven’z Movie to pierwszy solowy album rapera Bizzy’ego Bone’a, wydany 6 października 1998. Dodatkowo, Bizzy Bone nagrał własną wersję piosenki Tupac Shakur z płyty All Eyez on Me o tytule „Life Goes On” na cześć Tupac Amaru Shakura – piosenka jednak nie znalazła się na płycie. Należy również pamiętać, iż piosenki „Marching on Washington”, „Roll call”, & „Yes Yes Y'all” zostały skrócone do sampli, gdyż nie zostały nagrane na czas.
Album uplasował się na 3. miejscu notowania Billboard 200 i oraz 2. na Billboard Top R&B/Hip-Hop Albums z 24 października 1998 r. Album uzyskał status Złotej płyty przez RIAA.

## Lista utworów
| Nr | Tytuł                    | Gościnnie   | Czas  |
| -- | ------------------------ | ----------- | ----- |
| 1  | "Roll Call"              |             | 0:52  |
| 2  | "Thugz Cry"              |             | 3:39  |
| 3  | "Marchin' on Washington" |             | 0:58  |
| 4  | "Yes Yes Y'all"          |             | 0:58  |
| 5  | "Menensky Mobbin'"       |             | 3:56  |
| 6  | "Waitin' for Warfare"    | Capo        | 5:46  |
| 7  | "Mr. Majesty II"         | Mr. Majesty | 4:21  |
| 8  | "Brain on Drugs"         |             | 1:08  |
| 9  | "On the Freeway"         | Cat Cody    | 4:34  |
| 10 | "Demons Surround Me"     |             | 2:49  |
| 11 | "(The Roof Is) On Fire"  |             | 3:33  |
| 12 | "Nobody Can Stop Me"     |             | 4:03  |
| 13 | "Social Studies"         |             | 11:46 |